# Vertaizon
Vertaizon is een gemeente in het Franse departement Puy-de-Dôme in de regio Auvergne-Rhône-Alpes. De plaats maakt deel uit van het arrondissement Clermont-Ferrand. Vertaizon telde op 1 januari 2022 3.442 inwoners.

## Geografie
De oppervlakte van Vertaizon bedroeg op 1 januari 2022 12,83 vierkante kilometer; de bevolkingsdichtheid was toen 268,3 inwoners per km².

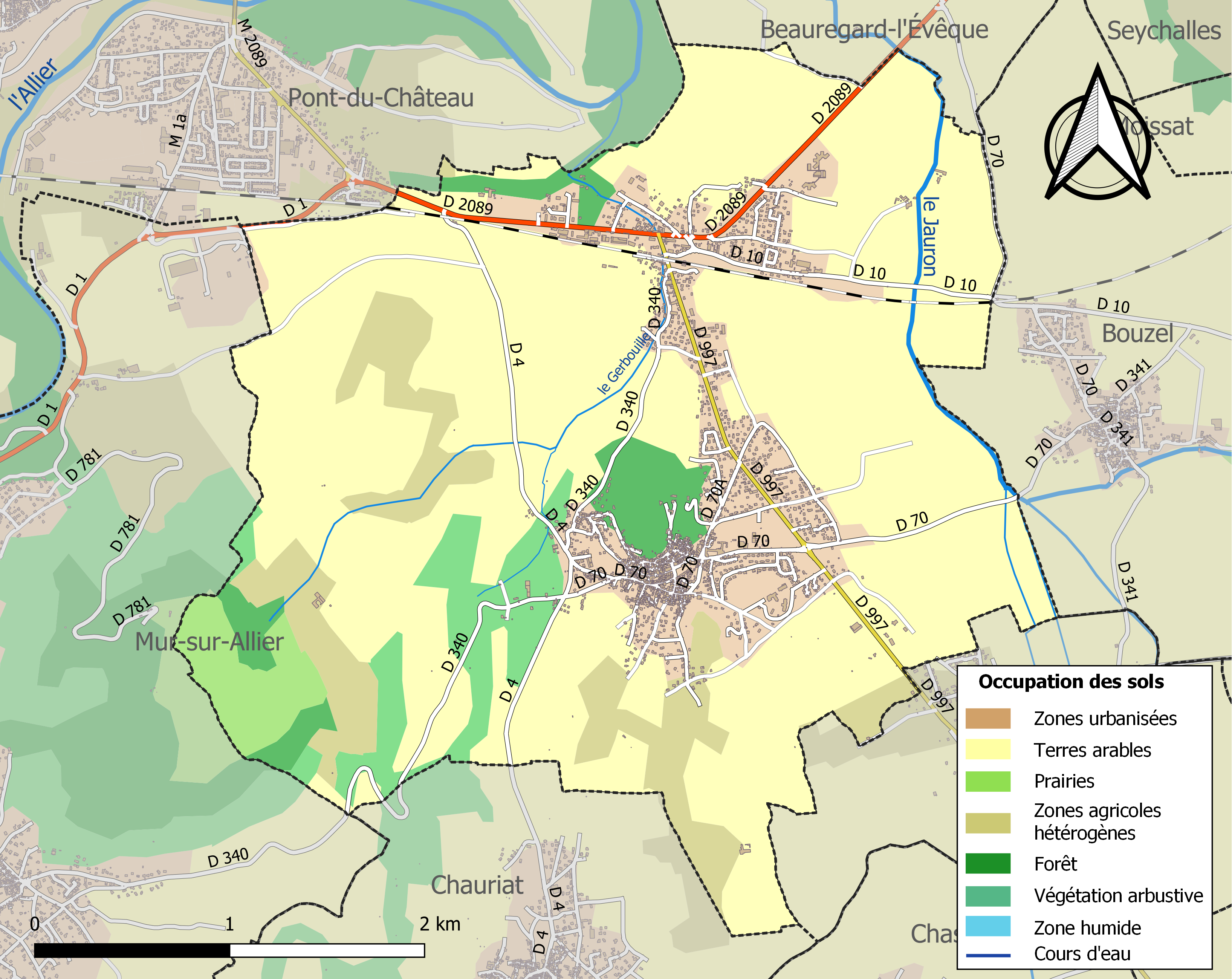
Kaart van de gemeente met belangrijkste infrastructuur, bodemgebruik en omliggende gemeenten

## Verkeer en vervoer
In de gemeente ligt spoorwegstation Vertaizon.

## Demografie
Onderstaande figuur toont het verloop van het inwonertal (bron: INSEE-tellingen).